# Paranan jezik
Paranan jezik (palanenyo, palanan; ISO 639-3: agp; novi identifikator prf) filipinski jezik s obalnog područja otoka Luzon u provinciji Isabela, Filipini. 16 700 govornika (2007 SIL) koji rasno pripadaju Negritima. Neki od njih znaju i filipinski [fil] ili ilocano [ilo]. Piše se latiničnim pismom. Etnička grupa: Paranan.
Jezik paranan je 2010. godine podjeljen na dva zasebna jezika Pahanan Agta [apf] i Paranan [prf] (novi identifikator)

## Vanjske poveznice
- Ethnologue (14th)
- Ethnologue (15th)